# Born-Oppenheimerbenadering
De Born-Oppenheimerbenadering, ook wel verkort tot de Born-Oppenheimer, is een vereenvoudigingsmethode in de molecuulfysica en de kwantumchemie, waarmee de berekening van de energie en golffunctie van grotere systemen, zoals moleculen, vergemakkelijkt wordt.

## Probleem
Bij moleculen kan het aantal vrijheidsgraden, manieren waarop (delen van) het molecuul zich kan (kunnen) bewegen, snel oplopen. In het geval van water is bijvoorbeeld sprake van drie kernen en tien elektronen. Deze hebben, in de tijdsonafhankelijke schrödingervergelijking, allemaal drie vrijheidsgraden (x, y en z), wat neerkomt op 39 variabelen, aangezien deze allemaal onafhankelijk van, maar beïnvloed door elkaar kunnen bewegen. Met zoveel vrijheidsgraden wordt het al snel onmogelijk om de schrödingervergelijking op te lossen, zelfs als men numerieke benaderingen zoekt. Alleen aan het allerkleinste atoom, het waterstofatoom, kunnen berekeningen gedaan worden zonder enige benadering te doen en dus met exacte uitkomst. Maar zelfs numerieke benaderingen zijn vrijwel ondoenlijk voor moleculen die gecompliceerder zijn dan het kleinst mogelijke molecuul, het waterstofmolecuul H2.

## Benadering
In 1927 stelden Max Born en Robert Oppenheimer een benadering voor om toch berekeningen te kunnen doen aan grotere systemen: de Born-Oppenheimerbenadering. Hierbij wordt er een onderscheid gemaakt in de coördinaten en de golffunctie van de kernen en van de elektronen. Hierbij is de redenering dat de atoomkernen vele malen zwaarder zijn dan de elektronen. Hierdoor is het aannemelijk dat de atoomkernen, vergeleken met de elektronen, praktisch stilstaan (dikwijls wordt hiervoor de evenwichtstoestand genomen). De Born-Oppenheimerbenadering gaat er dan ook van uit dat binnen een redelijk kort tijdsbestek de kernen stilstaan ten opzichte van de elektronen. Dit komt er uiteindelijk op neer dat bij de Born-Oppenheimer ervan wordt uitgegaan dat de golffunctie te splitsen valt:
{\displaystyle \Psi _{\text{total}}=\psi _{\text{electronic}}\times \psi _{\text{nuclear}}}
In de praktijk benadert men dan de kernen als stilstaande puntladingen, die een elektrostatische potentiaal genereren waarin zich de elektronen bevinden. Op deze manier kan men dan het simpelste molecuul, het eenwaardig positief geladen waterstofion H2+, "exact" oplossen.
In de praktijk zal voor berekeningen nog verdere benadering noodzakelijk zijn, bijvoorbeeld de Hartree-Fock-methode en post-Hartree-Fockmethoden, of met dichtheidsfunctionaaltheorie.